# Zift
Pour plus de détails, voir Fiche technique et Distribution.
Zift (Дзифт, Dzift) est un film bulgare réalisé par Javor Gardev et sortie en 2008. Le scénario du film est écrit par Vladislav Todorov et est basé sur son roman éponyme publié en 2006.
Le film, en noir et blanc, combine le néo-noir et la comédie noire avec des motifs rétro socialistes.

## Synopsis
Zift (mot d'origine arabe)
1. Résine naturelle noire utilisée pour les surfaces routières et les chewing-gums.
2. (Argot urbain) Merde.

L’intrigue de Zift se déroule de manière non linéaire : bien que l’histoire principale après la libération de Moth de prison soit racontée chronologiquement, les événements qui ont conduit à son emprisonnement sont révélés au moyen de nombreux flashbacks relativement longs et pas nécessairement chronologiques. L’histoire est présentée ici chronologiquement.
En 1944, Moth (La Mite) est un gars ordinaire de Sofia, la capitale de la Bulgarie. Au lycée, il tombe amoureux de la belle Ada (plus tard surnommée La Mante). Ada est enceinte et comme le couple n'a pas d'argent, Moth accepte de travailler pour un voisin peu recommandable, connu sous le nom de Slug (La Limace). Les deux prévoient de voler un diamant noir dans la maison de Vlad-le-Bijou, un ancien de la Garde Blanche. Le cambriolage échoue : Moth est blessé par Vlad-le-Bijou, Vlad est tué par Slug, Slug parvient à s’échapper, Moth est arrêté, incarcéré et pas trace de diamant.
Dans la prison de Sofia, Moth, en plus de faire des pompes au son de la musique patriotique soviétique, se lie également d’amitié avec son compagnon de cellule plus âgé, Van Wurst-Le Borgne. En plus d’être un boxeur passionné et un as du bras de fer, Van Wurst a également des vues philosophiques sur la vie, comme une théorie sur le pouvoir destructeur des femmes, qu’il partage avec Moth. Peu de temps avant d’être libéré, en 1949, Van Wurst se pend, déclarant qu'« il n’y a aucun espoir dehors ». Entre-temps, Ada informe Moth que son fils Leonid est né et est mort du tétanos alors qu’il était encore très jeune.
Lorsque Moth est libéré de prison dans les années 1960, il ramasse ses vêtements et son morceau de résine dans l’armoire et juste avant de sortir de prison, il insulte un gardien détestable qui lui file un coup de boule. Dehors, Moth est accueilli par un sous-officier et un jeune soldat qui l’emmènent dans un bain public pour dames au deuxième sous-sol. Là, Moth se retrouve face à face à Slug, maintenant un membre influent de la nomenklatura communiste. Slug l’interroge et le torture, pensant que Moth sait où se trouve le diamant noir. Moth nie et doute même que le diamant ait jamais existé; il parvient plus tard à s’échapper, mais pas avant d’avoir consommé le vin empoisonné à l’iridium que lui a offert Slug.
Errant ivre et intoxiqué dans Sofia et à la recherche de son ancienne petite amie Ada, Moth est témoin de la nouvelle réalité socialiste dont il n’avait entendu parler qu’à la radio de la prison : le look de la ville a changé avec le Largo, et le mausolée de Georgi Dimitrov, mais les gens ne semblent pas avoir tellement changé. Le protagoniste rencontre une variété de personnages étranges, tels que des médecins toxicomanes, des patients étranges et des ivrognes locaux. Il termine à l’église Saint-Nicolas, où il rencontre le prêtre qui l’avait baptisé ; le prêtre indique où se trouve actuellement Ada en tant qu’artiste dans une boîte de nuit sous le nom de scène Gilda (une référence à Gilda, car Ada interprète également une version bulgare de Put the Blame on Mame).3
Moth retrouve Ada, qui vit maintenant avec Slug. Le couple fait l'amour pendant qu'en montage parallèle l'on voit une mante religieuse dévorer la tête du mâle durant l'accouplement. Après ces ébats, dans la salle de bain, Moth raconte à Ada qu’il sait où se trouve le diamant, dans le cercueil de Vlad-le-Bijou. Les deux se rendent au cimetière, où Moth insiste d’abord pour visiter la tombe de son fils. Cependant, il se rend compte que c’est la tombe d’un autre Leonidas (sa mère avait été enterrée dans la même tombe très récemment) et qu’il n’a jamais eu de fils. Au même moment, Slug est derrière lui avec Ada. Les trois se dirigent vers la tombe de Vlad-le-Bijou. Slug oblige Moth à creuser, il descend dans le trou pour ouvrir le cercueil et Moth le tue d'un coup de pic et Ada blesse ce dernier d'un coup de pelle. Moth perd connaissance. 
Il se réveille dans le remise des fossoyeurs. Près de mourir, il demande son morceau de résine dans la poche de son blouson, histoire de se rafraîchir l'haleine. C'est là que l'on voit le diamant noir qui était caché dans la résine. Il avale le diamant et meurt.

## Fiche technique
- Titre : Zift
- Titre original : Дзифт (Dzift)
- Réalisation : Javor Gardev
- Scénario : Vladislav Todorov, d'après son roman éponyme
- Photographie : Emil Christov
- Montage : Kevork Aslanyan
- Musique : Kalin Nikolov
- Pays d'origine : Bulgarie
- Langue originale : bulgare
- Format : noir et blanc
- Genre : Drame et néo-noir[1]
- Durée : 92 minutes
- Dates de sortie :
  - Russie : 27 juin 2008 (Festival international du film de Moscou)

## Distribution
- Zachary Baharov : Moth, La Mite
- Tanya Ilieva : Ada, La Mante
- Vladimir Penev : Slug, La Limace
- Mihail Mutafov : Van Wurst, Le Borgne
- Djoko Rosic : le prêtre
- Tsvetan Dimitrov : le sergent
- Dimo Alexiev : le soldat
- Jordan Mutafov : Vlad-le-Bijou

## Distinctions
Le film a remporté des prix aux festivals :
- Golden Chest International Television Festival
- Golden Rose Bulgarian Feature Film Festival (en)
- Festival international du film de Moscou
- Palić Film Festival (en)
- Salerno Film Festival (en)
- Festival international du film de Sofia
- Wiesbaden goEast
- Festival international du film de Mar del Plata (nomination)
- Festival international du film de Santa Barbara (nomination)